# 紫野京子
紫野 京子（しの きょうこ、1947年10月24日 - ）は、日本の詩人。大阪府大阪市出身。

## 来歴
甲南女子大学卒業。日本現代詩人会、日本詩人クラブ、他会員。「季」同人。著作に、阪神・淡路大震災への鎮魂の詩集『火の滴』がある。
俳句から始まり詩に転向。月草舎を主宰し、1995～2007年・詩誌『貝の火』編集・発行（1～16号）、2007年～詩誌『惟（ゆい）』編集・発行（1～5号）している。また、「ひょうご日本歌曲の会」に参加し音楽家とのコラボレーションを試みている。

## 書籍

### 詩集
- 『心のなかの風景』(1981年、花神社)
- 『虹と轍』(1988年、月草舎)
- 『陽と滴のかけら』(1988年、月草舎)
- 『死と影の谷間』(1990年、花神社)
- 『紫野京子詩集』(選詩集)(1990年、近分社)
- 『夜想曲』(1992年、花神社)
- 『ナルドの香油』(1994年、花神社)
- 『火の滴』(1999年、月草舎)
- 『風の芍薬(ピオニア)』(2010年、月草舎)

### エッセイ・評論
- 『夢の周辺』(2000年、月草舎)